# Zeynəddin Bilalov
Zeynəddin Bilalov es un deportista azerbaiyano que compitió en atletismo adaptado. Ganó dos medallas en los Juegos Paralímpicos de Verano, plata en Atenas 2004 y plata en Pekín 2008.

## Palmarés internacional
| Juegos Paralímpicos | Juegos Paralímpicos | Juegos Paralímpicos | Juegos Paralímpicos |
| Año                 | Lugar               | Medalla             | Prueba              |
| ------------------- | ------------------- | ------------------- | ------------------- |
| 2004                | Atenas (Grecia)     | Medalla de plata    | Triple salto F11    |
| 2008                | Pekín (China)       | Medalla de plata    | Triple salto F11    |